# Abbazia di San Michele di Cuxa

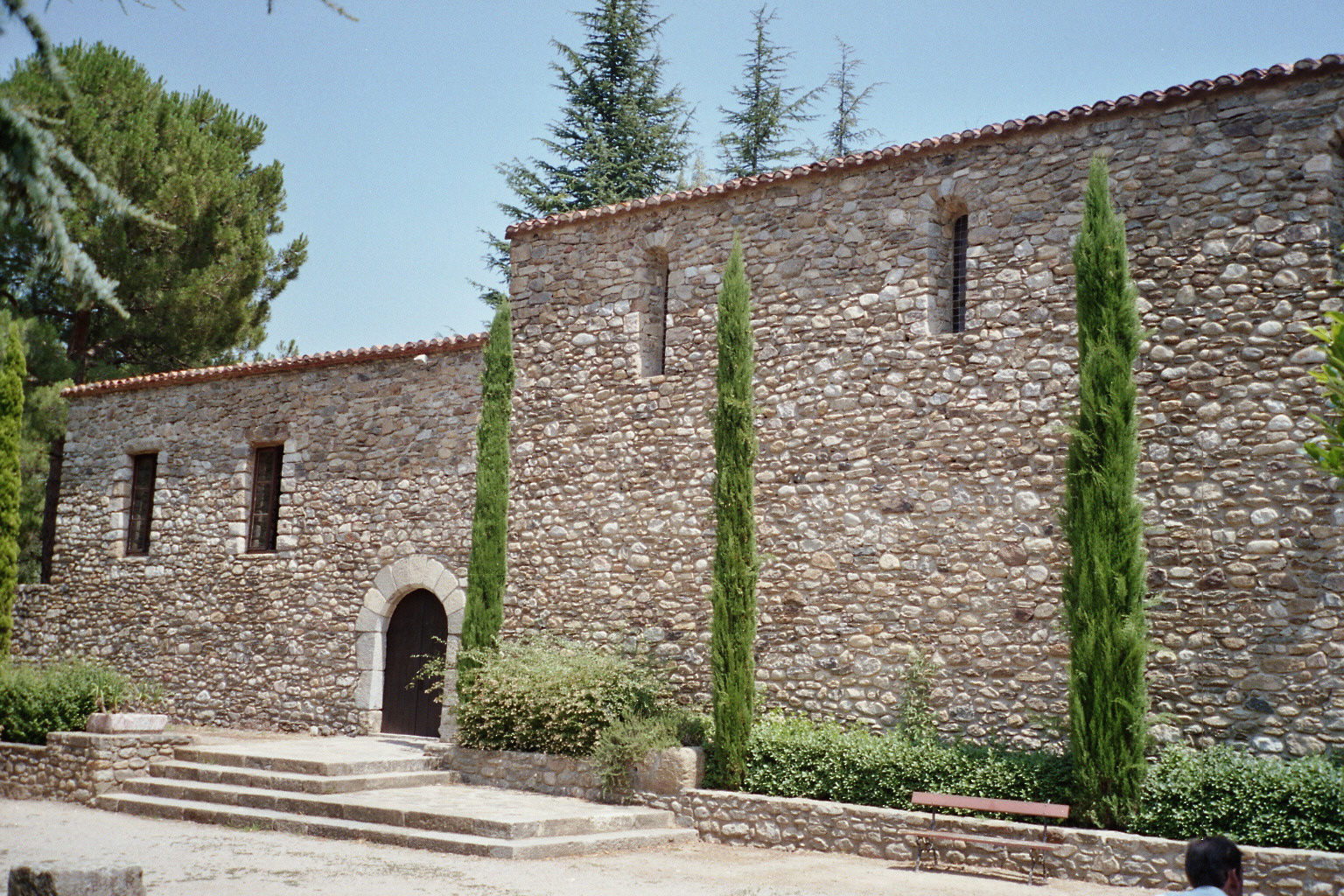
L'entrata dell'abbazia di Cuxa.

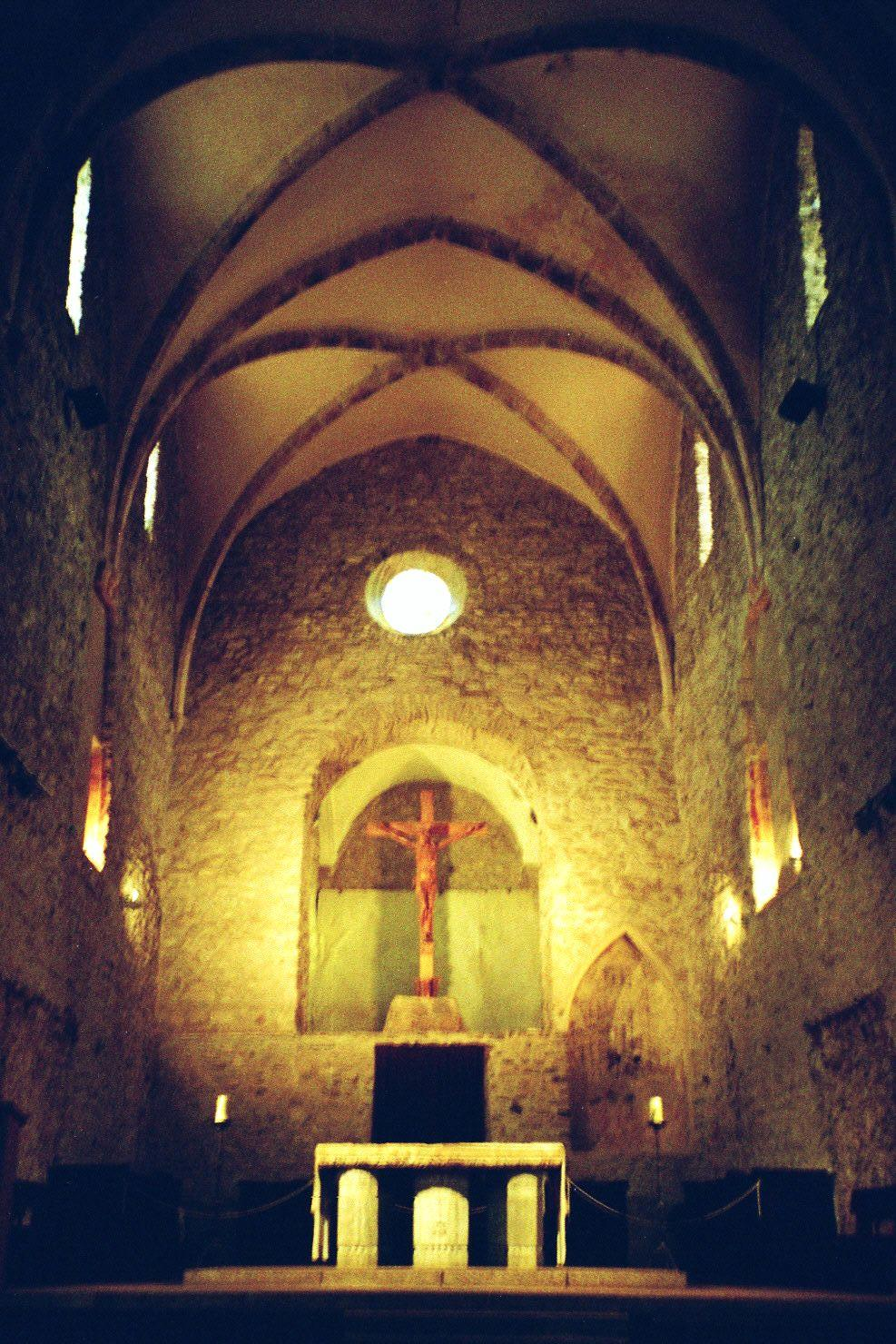
L'interno della chiesa principale.

L'abbazia di Saint-Michel di Cuxa (scritto anche Cuixà, dal nome catalano Sant Miquel de Cuixà; si pronuncia Cuscià) è un monastero benedettino situato ai piedi del Canigou, nel comune di Codalet nei Pirenei Orientali.

## Fondazione e apogeo dell'abbazia
L'abbazia di Cuxa venne fondata in seguito alla distruzione, avvenuta nell'878, dell'abbazia di Sant'Andrea d'Eixalada a seguito di un'alluvione. Questa abbazia era stata costruita attorno all'840 ed era posta più a monte nella valle del Têt, presso le sorgenti calde conosciute già in epoca romana. I monaci scelsero di trasferirsi a Cuxa, dove si trovava una chiesa dedicata a san Germano, di proprietà del sacerdote Protasio (Protasius), che si era aggregato assieme a dei compagni alla comunità benedettina. Protasio ne divenne abate nell'879.
Nella sua nuova collocazione, l'abbazia continuò a beneficiare della protezione dei conti di Cerdagna, stato feudale che ai tempi era retto dal conte di Barcellona Goffredo il Villoso (Wifredus Pillosus). Attorno al 940, una nuova chiesa dedicata a san Michele venne eretta su iniziativa del conte Seniofredo. A partire dal 956 venne ingrandita e l'altar maggiore venne inaugurato il 30 settembre del 974, sotto l'abate Guarino, monaco venuto da Cluny, che era a capo delle cinque abbazie meridionali.
La nuova chiesa è una delle più importanti testimonianze dell'architettura preromanica ancora esistenti. Nel 978 vi trovò rifugio il doge Pietro I Orseolo, che vi morì dieci anni dopo. Nello stesso anno si recò all'abbazia San Romualdo, dietro consiglio dell'abate Guarino, per completare gli studi di formazione monacale, restandovi per dieci anni, prima di fare ritorno in Italia nel 988.
Nel 1008, fu il nipote di Seniofredo Oliba, a diventare abate di Ripoll e Cuxa. Nel 1017 divenne anche vescovo di Vic. Egli trasformò profondamente l'abbazia, costruendo sul davanti della chiesa le due cappelle del presepe Pessebre e della Trinità, che sono collegate alla chiesa tramite delle gallerie. La chiesa venne ampliata a tre navate e vi fu costruito il campanile. Fu un prelato di grande prestigio, ebbe modo di recarsi a Roma due volte, proclamò la "tregua divina" nella diocesi di Elne nel 1026. Morì nel 1046.
Nel XII secolo venne rifatto il chiostro con colonne di marmo scolpite e nella chiesa si eresse un pulpito in marmo. Questi interventi vennero eseguiti sotto l'abate Gregorio, che venne eletto vescovo di Tarragona nel 1136.
In seguito l'abbazia subì un lento declino, gli edifici non vennero più restaurati, pur rimanendo il complesso ancora molto ricco, con una estesa proprietà fondiaria  e una giurisdizione quasi vescovile, controllando una quindicina di parrocchie distribuite tra le diocesi di Elne e di Urgell.

## Cuxa in epoca moderna
A partire dal XVI secolo, i monaci non vivevano più con rigore la vita monastica. Le risorse dell'abbazia erano divise tra i monaci con varie funzioni (l'infermiere, il celliere, il sagrestano maggiore, etc), ognuno con una propria abitazione individuale all'interno dell'abbazia. La chiesa venne trasformata con l'aggiunta di cappelle laterali a scapito dei transetti laterali, che ricevettero una copertura a volta catalana in mattoni. L'abitazione del sagrestano maggiore venne costruita sulle rovine dell'antica cappella della Trinità, caduta in rovina già nel corso del XV secolo, secondo le indagini archeologiche.
In seguito al trattato dei Pirenei (1659), la regione di Cuxa venne tolta al Principato di Catalogna e consegnata alla Francia.

## Dopo la rivoluzione
Questa vita monastica ridotta si protrasse fino alla Rivoluzione francese. L'abbazia venne allora soppressa e gli stabili venduti. Questi vennero utilizzati come sedi di industrie e a scopo agricolo. Il campanile posto a nord cadde nell'inverno del 1829. Durante questo secolo gli stabili si deteriorarono poco a poco; il chiostro venne venduto capitello dopo capitello, come la fontana a privati e collezionisti d'arte. Nel 1908 vi erano rimasti solo dodici capitelli.
Nel 1913 uno scultore statunitense, George Grey Barnard, che era già in possesso di alcune statue e colonne, acquistate presso collezionisti di Parigi, si recò sul posto e incominciò a riacquistare nella regione altri pezzi dell'abbazia. Con queste acquisizioni intendeva ricostruire il chiostro a New York. Non poté portare a termine il suo progetto in quanto la popolazione locale si era sollevata contro queste acquisizioni e lui, non potendo più realizzare quanto era nelle sue intenzioni, decise di donarle allo stato francese. Questo fatto permise nel 1955 di ricostruire la metà dell'antico chiostro. Nel 1919, Ferdinand Trullès acquistò l'abbazia, per reintrodurvi un ordine monastico, quello dei cistercensi, che nel secolo precedente era stato allontanato dalla Francia. Essi occuparono l'abbazia fino al 1965, quando nuovamente l'ordine dei benedettini riprese ad occuparla. Dal 1920 il complesso è oggetto di campagne di scavo. Nel 1936 i lavori sono marcati dalla presenza dell'archeologo esule spagnolo Josep Puig i Cadafalch, che fa riemergere la cripta del Pessebre. Nel 1952, sotto l'abitazione del sagrestano, si riportarono alla luce le rovine della cripta della Trinità.
Nel 1954, Pablo Casals inaugurò il festival de Prades nella chiesa ancora sprovvista del tetto che verrà realizzato nel 1957.

## Galleria d'immagini

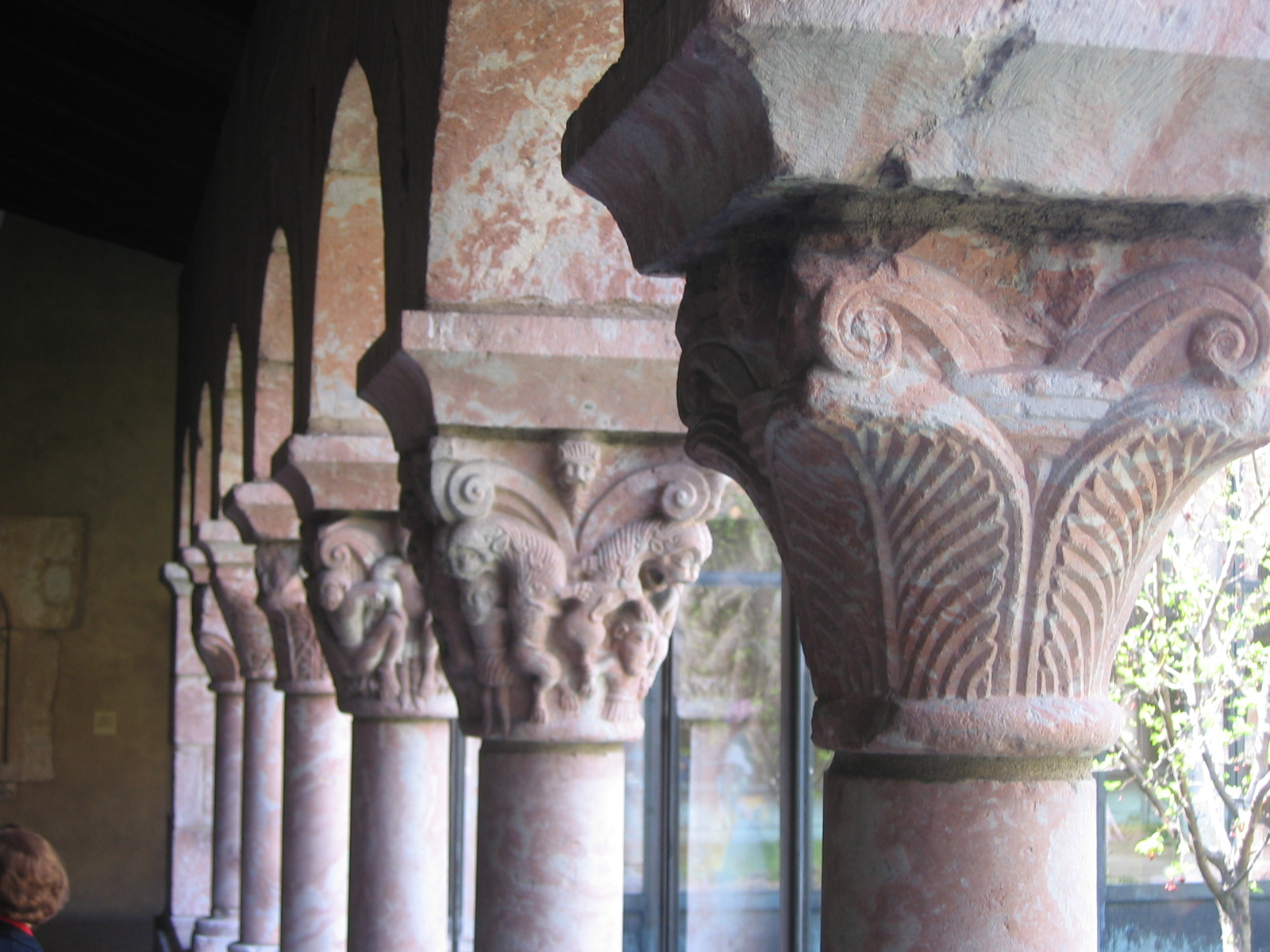
Alcuni capitelli del chiostro
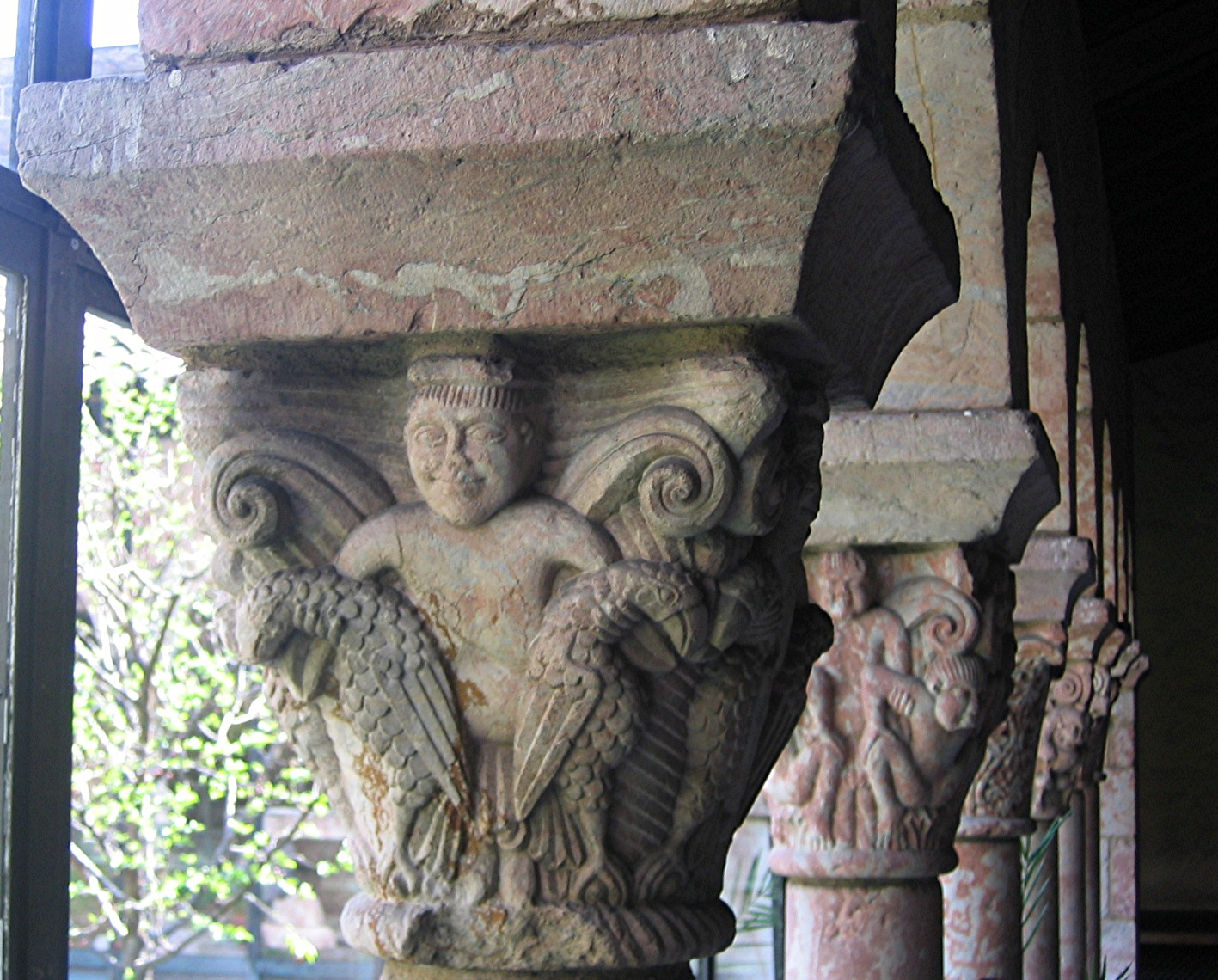
Figura su un capitello
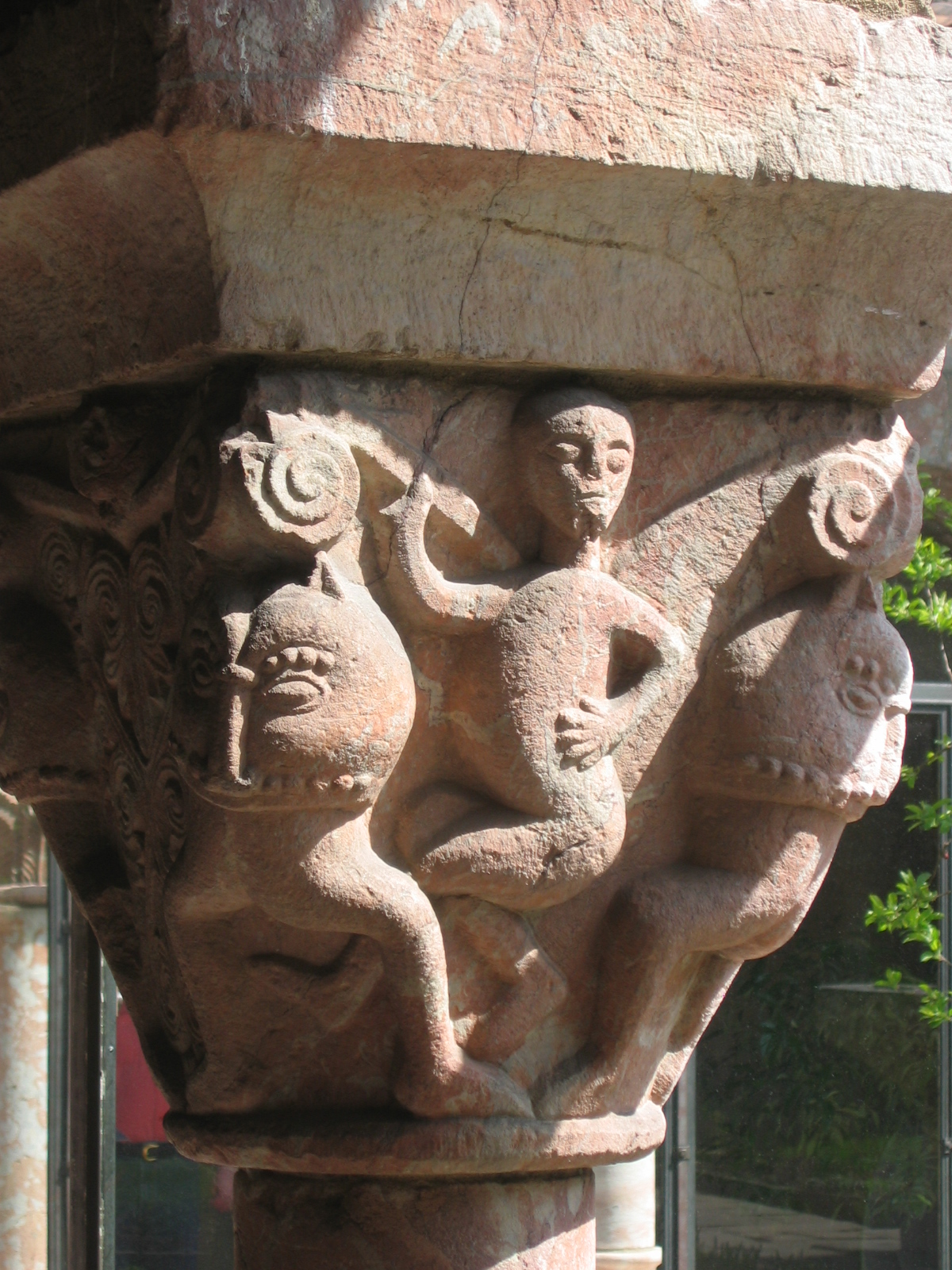
Figura su un capitello
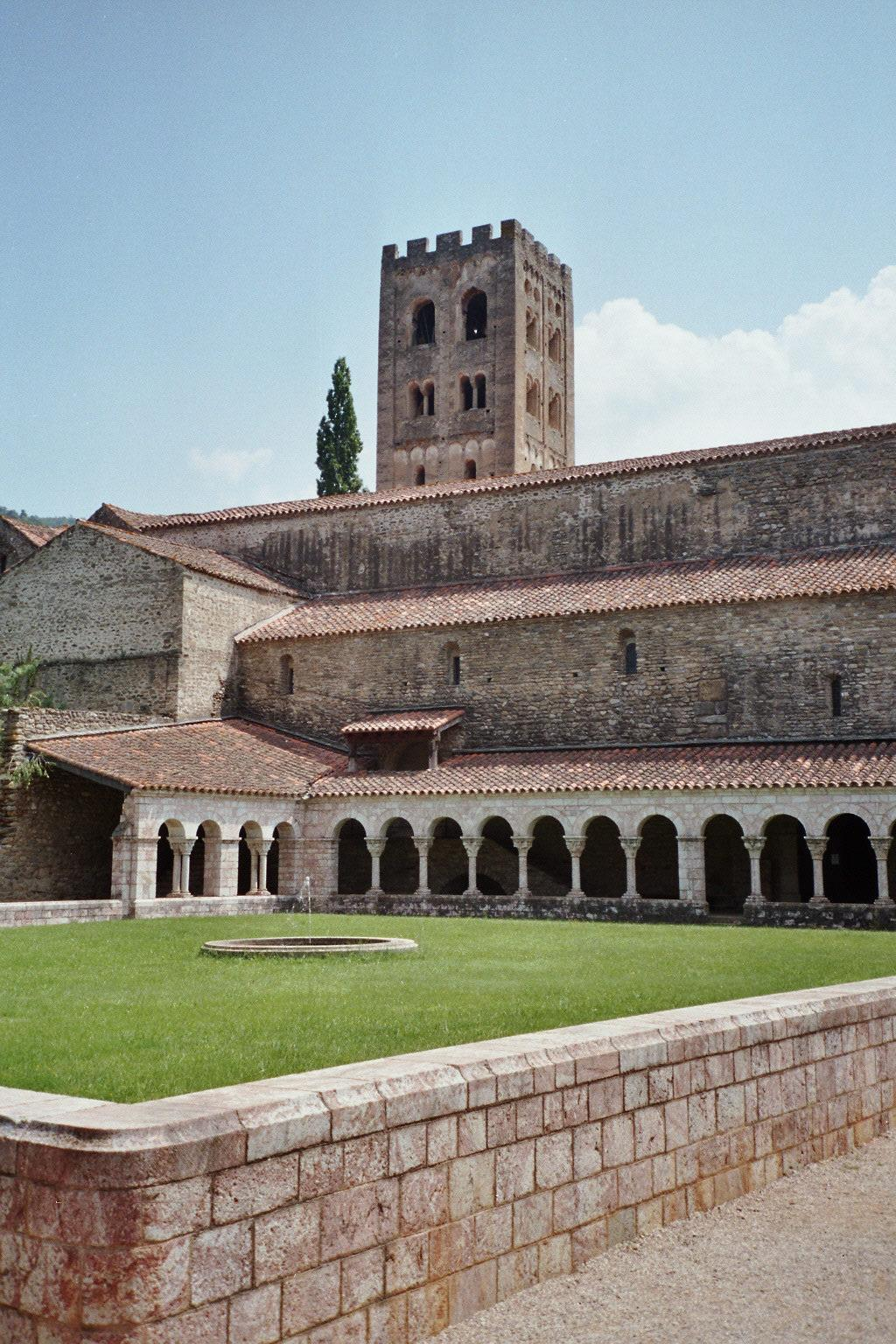
Vista generale sul chiostro
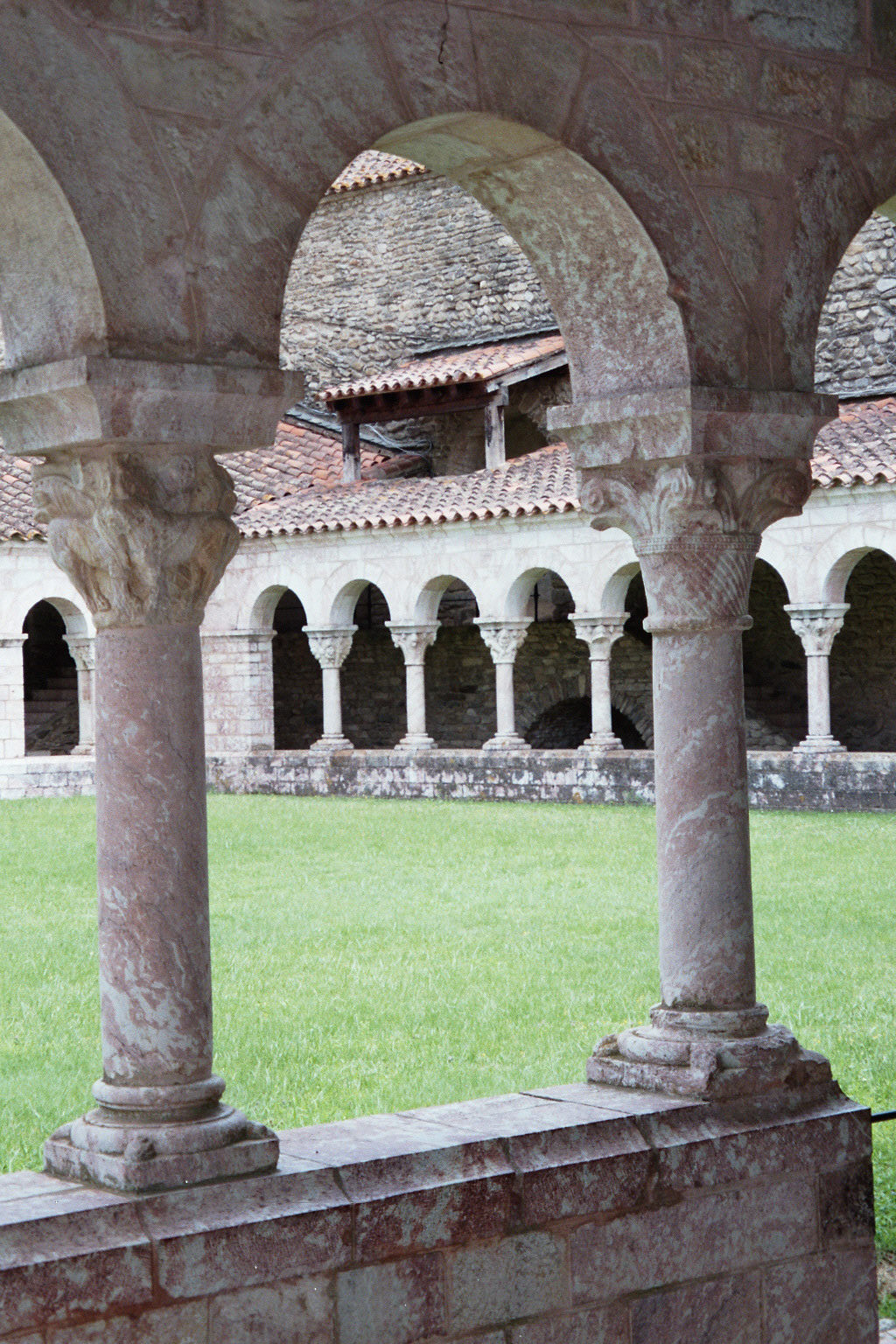
Il chiostro
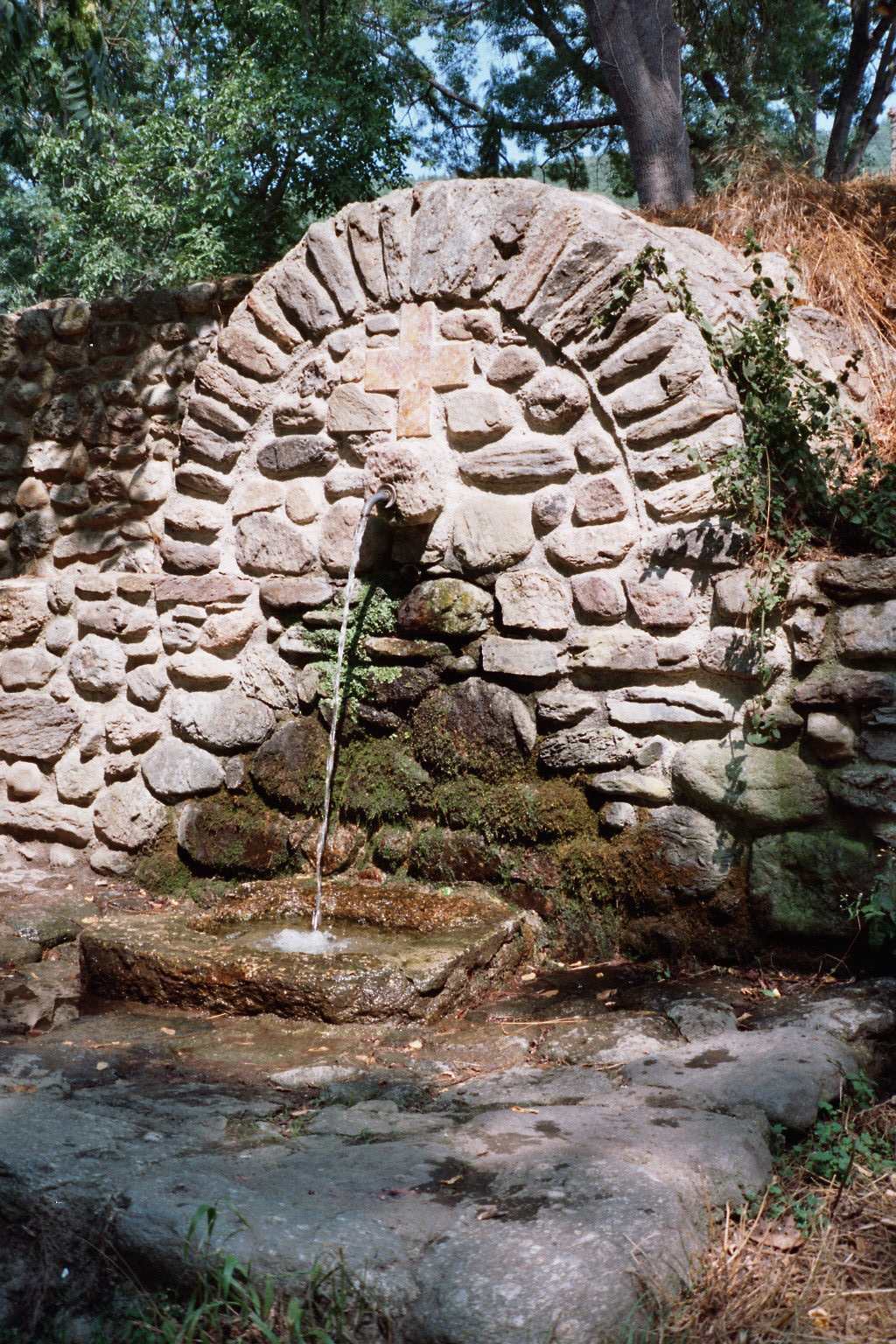
La fonte posta di fronte all'entrata del chiostro.